# Daniel Baud-Bovy
Daniel Baud-Bovy (ur. 13 kwietnia 1870 w Genewie, zm. 19 czerwca 1958 tamże) – szwajcarski, francuskojęzyczny pisarz, poeta i publicysta, krytyk i historyk sztuki. Syn artysty malarza Augusta Baud-Bovy’ego.

## Życiorys
Poeta, autor licznych powieści i opowiadań, często ilustrowanych przez jego przyjaciół malarzy, autor sztuk teatralnych dla dzieci. Na Wystawę Narodową w 1896 napisał Le Poème alpestre, do którego muzykę skomponował Émile Jaques-Dalcroze. Poza działalnością stricte literacką rozwinął imponującą twórczość w zakresie historii sztuki i krytyki artystycznej (prace nt. genewskiej szkoły malarskiej, Ferdinanda Hodlera, Barthélemy’ego Menny, Rodo, Gustave’a Corota, sztuki nieprofesjonalnej, grawerstwa i in.).
W 1913 wraz ze swoim rodakiem, nazwiskiem Frédéric Boissonnas i Grekiem Christosem Kakalosem dokonał pierwszego znanego wejścia na szczyt Olimpu.